# المغيري
المغيري أو المغيرة وتلفظ بالمحكية اللبنانية المغيري هي قرية لبنانية تقع في أعالي جرود قضاء جبيل بمحافظة جبل لبنان. تبعد عن مدينة جبيل حوالي 32 كم وتبعد عن بلدة قرطبا كما عن بلدة العاقورة حوالي 4 كلم. ترتفع في المتوسط 1250 م عن سطح البحر.
بما يخص الأسماء، وبغض النظر عن التقسيم الإداري المعاصر فإنه من المؤكد ان هذا المسطح (الظاهر في الصورة) وبحدوده الظاهرة كان قد شكل على مدى التاريخ وحدة سكنية واحدة لا حواجز جغرافية بينها، وكان أرضية متصلة ومشتركة للقبائل التي تعايشت أو تحاربت أو تعاقبت. وقد ورد اسمي المغيري ويانوح بشكل متكرر في المصادر التي تحدثت عن تاريخ المنطقة الحافل.ومن البديهي انهما كانا يرمزان إلى بقعة جغرافية ـــ ديموغرافية واحدة هي هذه المبيّنة في الرسم.

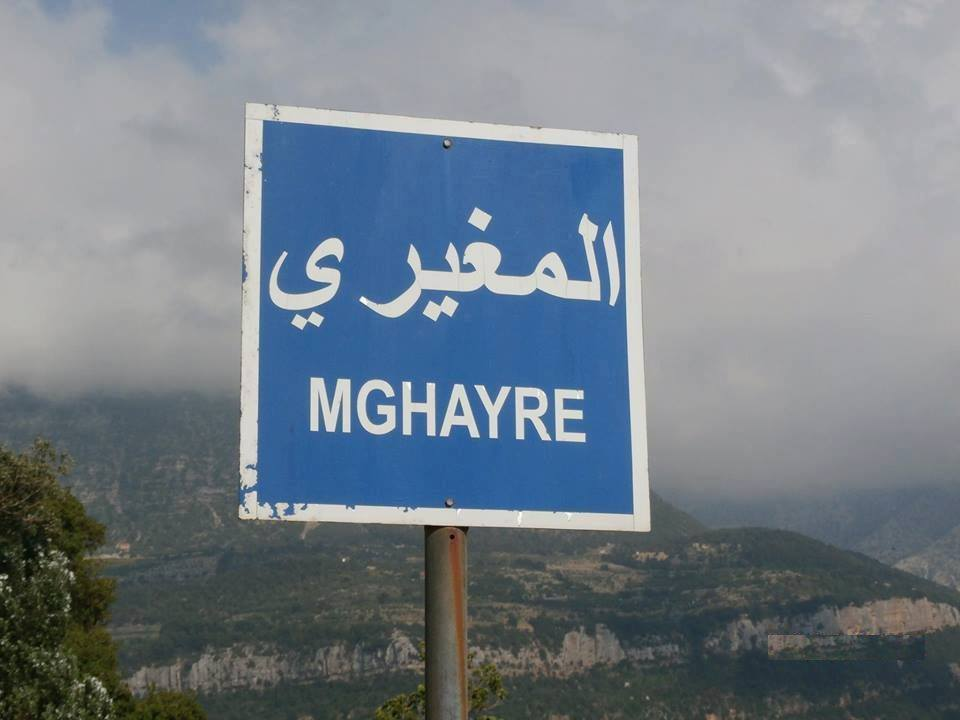
الأسم الرسمي بالعربية و ما يقابله باللاتينية

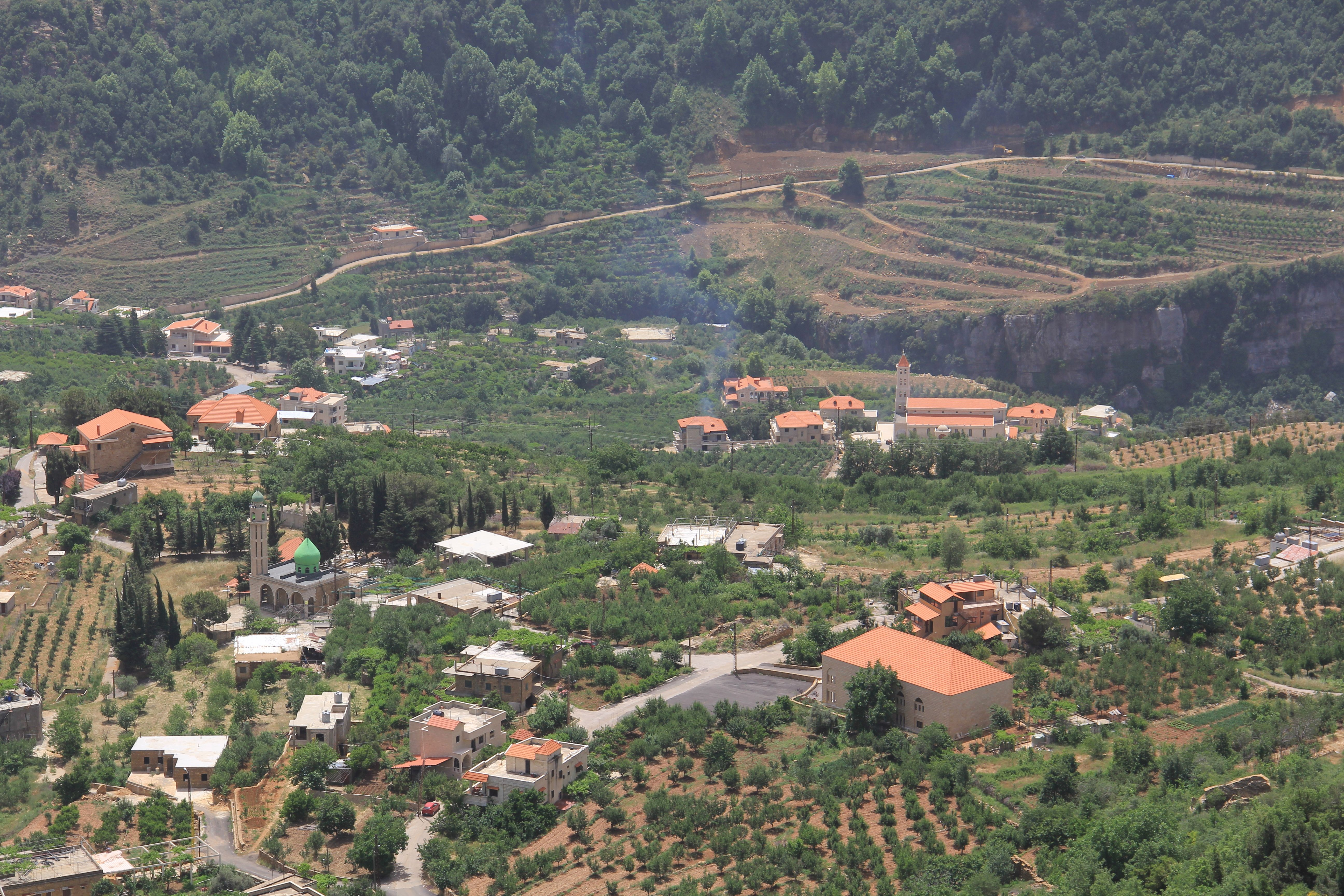
المغيري و يانوح

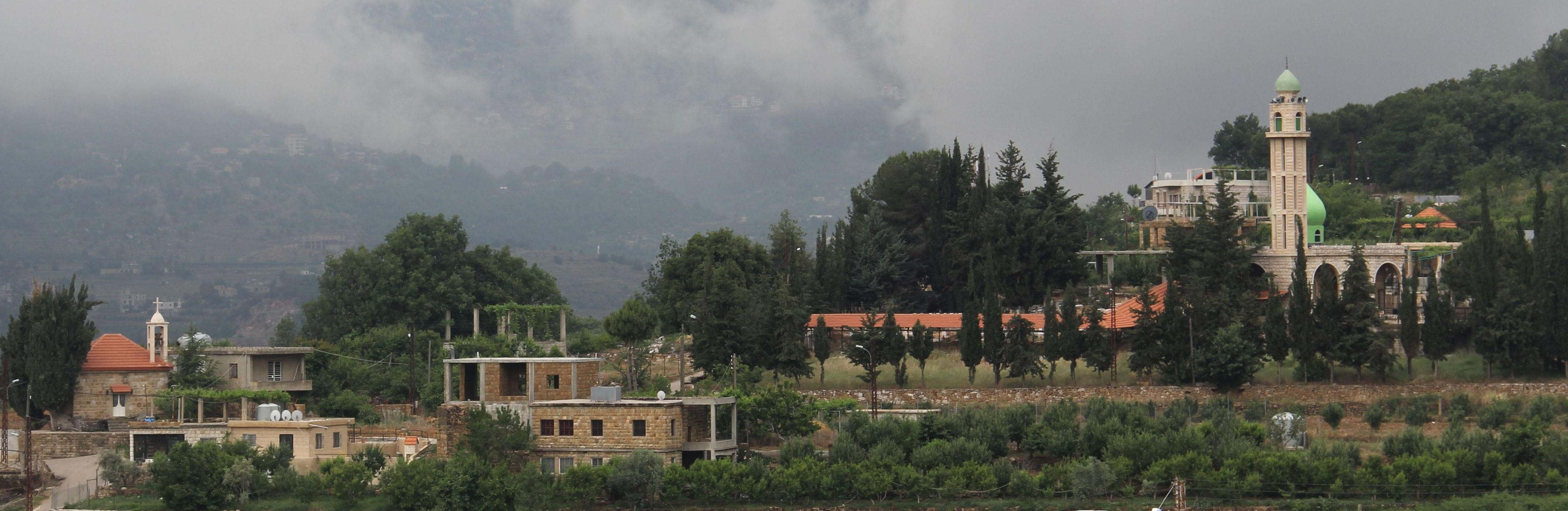
منازل الله

## أصل الاسم
للاسم عدة تفسيرات منها. المغيرة أي المغارة الصغيرة. أو المتغيّرة نتيجة لما تعرضت له بيوتها من تنكيل وحرق متكرر وأشجارها من قطع الأمر الذي غيّر معالمها تكراراً..
مما تجدر إليه الإشارة ان للمغيري اسم توأم يكاد لا يذكر إلا سواسية وهو يانوح حينا ومغيرة التحتا حينا آخر، وربما اختلطت كلها والمقصود واحد.و أياً يكون الاسم فإن هذه القرية الوادعة اليوم، كانت ترزح ولمئات السنين
تحت نير التقلبات السياسية في جبل لبنان، وقد ورد عليها هجرات متعددة 
أشهرها هجرة البطريركية المارونية في 770 م التي ترافق وجودها مع قدوم عشائر متنوعة تفاهمت حينا وتحاربت أحياناً، وقد دفعت القرية وقاطنوها أثماناً باهظة على مرّ تاريخها فاحرقت البيوت وقطعت الأشجار ونُكِّل بالعباد مما دفع إلى تغيير ديمغرافي مستمر، فكانت المنطقة أشبه ببركان همدت نيرانه مع تاسيس دولة لبنان الكبير (1920-1943).وهنا نحاول ان نتوسل الحقائق بما لدينا ن مصادر ومراجع ورد فيها تعابير مذهبية لا تعبر عن وجهة نظرنا بل تركت على ما هي عليه للأمانة.

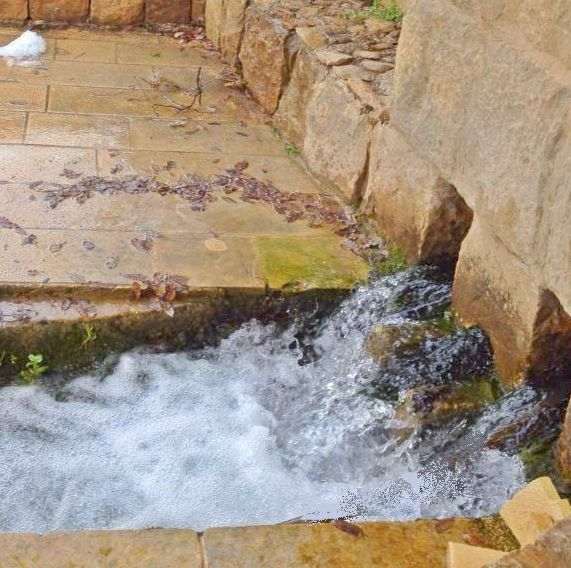
نبع بو سلهب ~ المغيري

## أحياء القرية
- حي مار قرياقوس ( كفرحيال قديماً) ـ حي المدرسة ـ حي نبع بو سلهب ـ حي بيت السخن -حي حسينية الفوقا / حي بيت حجازي ـ حي الجامع - حي بيت بدير - حي كنيسة مار زخيا / حي بيت بوعون - حي كنيسة مار الياس - حي بيت الخوري - حي بيت الزين - حي النعصة - حي حسينية التحتا - حي بيت بو صهيون - حي كرم يعقوب / حي بيت شمس - حي دير الأزرق - حي عين المعصرة

## الإنتاج الزراعي في المغيري
تشتهر حاليا بزراعة التفاح. في الماضي كان اهالي البلدة يربّون دودة قّز الحرير، الذي ازدهرت صناعته في مختلف الأراضي اللبنانية، بعد ان طورها الأمير فخر الدين الثاني، حين قدم غزّالون فرنسيون من مدينة ليون إلى جبل لبنان بعدما قضى فيروس على موسم الحرير في بلادهم. فأنشأوا معاملهم في عدّة ضيع لبنانبة، فكرّت سبحة معامل الحرير ليصل عددها إلى 175 معملاً.
كان لصناعة الحرير أثر اقتصادي ضخم على جبل لبنان، بالإضافة إلى وفرة فرص العمل ومزارع دود القزّ إذ كانت توفر 50% من الناتج المحلي. وتم توسيع مرفأ بيروت ليكون قادراً على مواكبة تصدير الكميات الكبيرة من الحرير إلى العديد من الدول. وبفضلها تمكنتّ الفتيات من الخروج إلى العمل في المعامل لأول مرة، في كسر واضح لحواجز المجتمع المحافظ آنذاك.
هذه المعامل أقفلت بعد ثورة الحرير الصناعي التي عرفها العالم بعد الحرب العالمية فضعف إنتاج الحرير الطبيعي بشكل كبير وتم قطع اشجار التوت ولا يزال بعضها معمرا لتاريخه، وبعد الحرب العالمية الثانية ازدهرت زراعة التفاح واشتهرت المنطقة بأجود انواعه.و هي مصيف ممتاز يمضي اهلها فصل الشتاء في المدن الساحلية لشتائها القارس، فضلاً عن بعدها عن مراكز التعليم العالي وأماكن العمل. يغذي نبع أبو سلهب التاريخي قرية المغيري بمياهه ويسقي بساتينها هو نبع تاريخي حمل الفينيقيين على إنشاء معبد لهم بقربه فتعاورته الأمم اللاحقة. اما ارضها الجبلية الوعرة فقد حملت سكانها القدماء على استصلاح ارضي سرغل وجنان فغدتا سلة قمح القرية. وسرغل هو العريض باللغة المحلية وهذا يعود إلى سطحه السهل العريض نسبياً الأمر الذي ساعد في إنتاج الحنطة، وفيه الأشجار الحرجية وحطب مواقد الشتاء كما أنه لليوم مصيف لرعاة الماعز والأغنام.

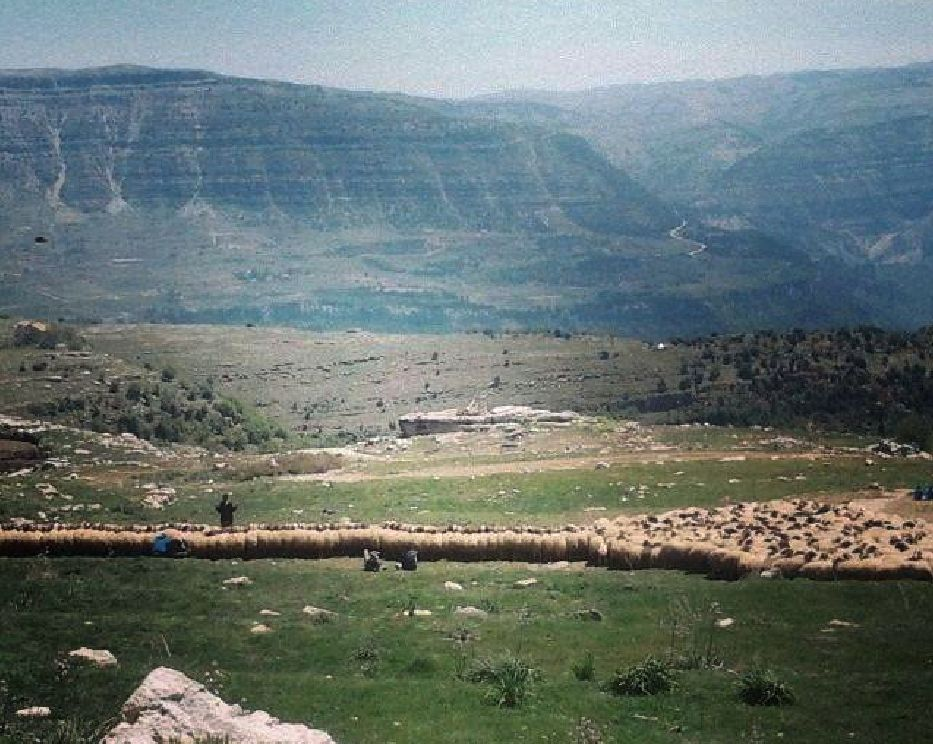
سرغل أو العريض.

## مزار يانوح: فينيقي فروماني فدير مار جريس الأزرق

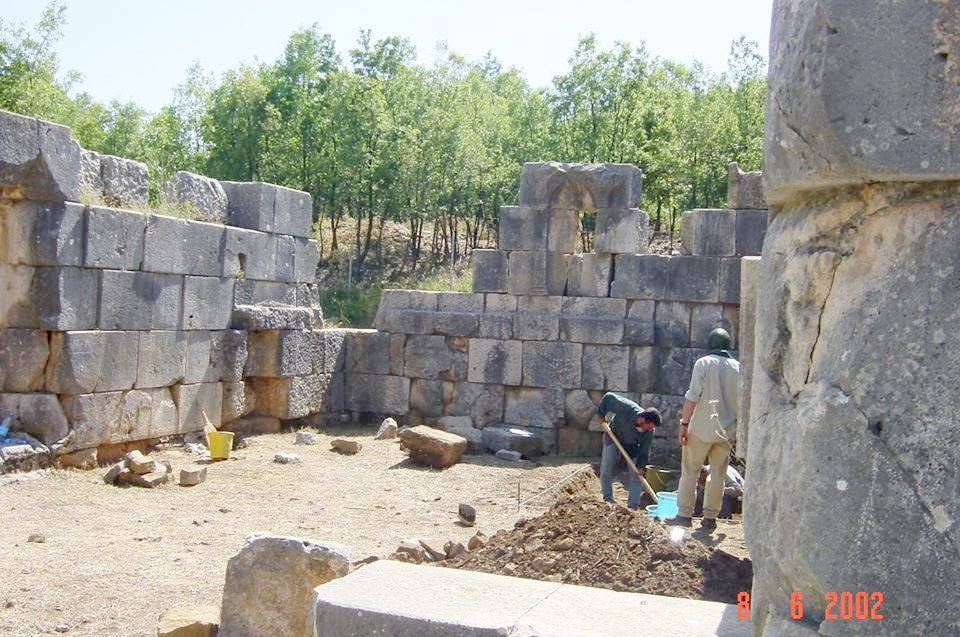
خبراء بعثة فرنسية 2002 يدرسون آثار دير الازرق المغيري- يانوح.

مزار يانوح يعود للحقبة الفينيقية ويقع في منتصف الطريق بين بيبلوس (جبيل) وهليوبوليس (بعلبك)، وهو على غرار معبد أفقا، مخصص لعبادة أدونيس وعشتروت.

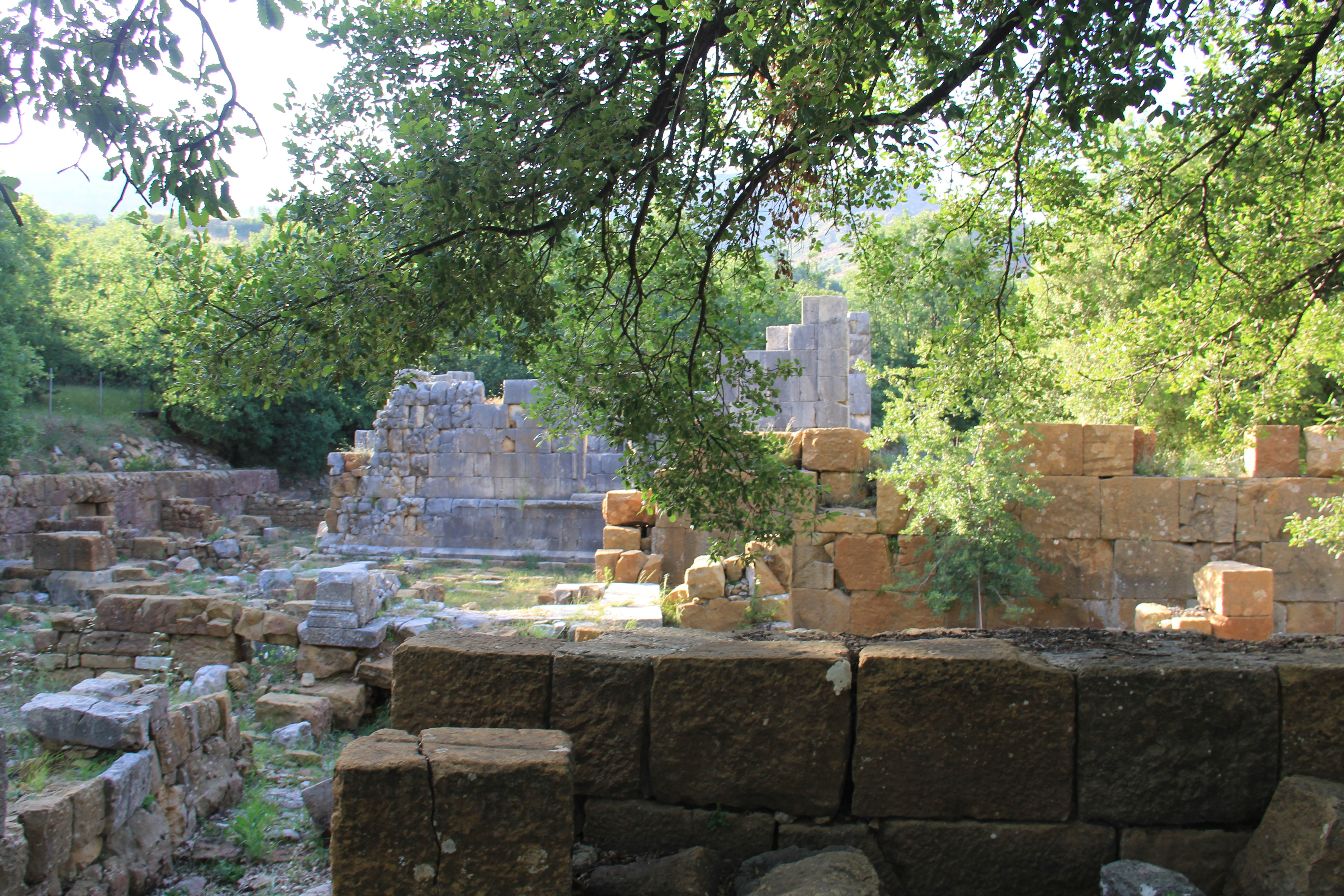
البناء الأقدم ذو اللون الازرق والكنائس التي تعود للعصور الوسطي بالحجر الأسمر

خلال الحقبة الرومانية (القرن الثاني للميلاد) خصص المعبد لإلهة الصيد ديانا ابنة جوبيتر
في موقع يانوح يبرز «المعبد الكبير» الروماني المبني بحجر كلسي مائل إلى اللون الأزرق، (حجارته استقدمت من مكان آخر وهي غريبة عن طبيعة المنطقة ذات الصخور الرملية والبركانية السمراء) مدخله لجهة الشرق ويحيط به سور من الحجر الرملي.
يمتاز معبد يانوح بانسجام طرازه وتناسق أبعاده واحتوائه على عدة خاصيات «رومانية» وقلة المعالم «الشرقية» فيه، إحداها، على الجهة المقابلة للمدخل، الفسحة المرتفعة adyton .وهي موجودة في العديد من المعابد الريفية في لبنان.
إلى الجنوب من المعبد الكبير تبدو بقايا مبني صغير من الحجر الكلسي مائل للون الأزرق، مفتوح لجهة الجنوب يدخل اليه بواسطة درج، يتصف بميزات المعابد ويعرف باسم «المعبد الصغير» مما يساهم في ادخال موقع يانوح في فئة المواقع الدينية الريفية ذات المعبدين أو أكثر وهي عديدة في الجبال اللبنانية وفي الشرق الأدنى إبان الحقبة الرومانية.
جنوبي الموقع تبدو آثار بازليك بركائز ودعائم، مؤلفة من ثلاثة أجنحة تنتهي بحنايا، أرضها مرصوفة بالبلاط، وهي تعود للحقبة البيزنطية الأولى.
بناء الممر المؤدي إلى صحن الكنيسة قد يعود للقرون الوسطى. 
يعود بناء الكنيسة الصغيرة شمال الموقع إلى القرون الوسطى (القرنين الثاني والثالث عشر) وهي كنيسة تتألف من جناح واحد ولها حنية بارزة لجهة الشرق.
النسخة البابلية القديمة من ملحمة جلجامش تشهد على شهرة أفقا في الألف الثاني قبل الميلاد.

## قسطنطين والقضاء على الوثنية بتدمير معابدها
عندما حكم الإمبراطور الروماني قسطنطين العظيم روما بين عامي (306–337م) أصبحت المسيحية دين الإمبراطورية الرومانية المهيمن.عانى المسيحيون من سلسلة اضطهادات متفرقة وانصبت عليهم على مدى قرنين ونصف قرن. وكان رفضهم المشاركة في العبادة الإمبراطورية شكلاً من أشكال الخيانة التي يعاقب عليها بالإعدام. 

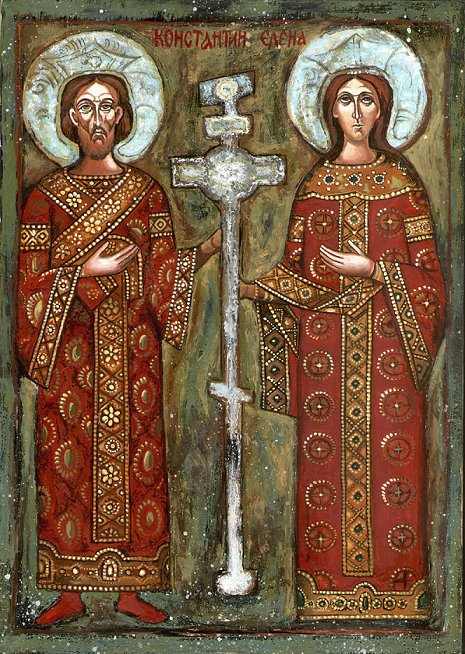
رمز الأرثوذكس البلغار للإمبراطور قسطنطين وأمه القديسة هيلانة

 فبين عامي (303م–311م) كان «الاضطهاد العظيم» حيث أمر الإمبراطور بهدم المباني المسيحية ومنازل المسيحيين وجمع كتبهم المقدسة وإحراقها. كما اعتقل المسيحيون وعذبوا. وانتهى هذا «الاضطهاد العظيم» رسميا في نيسان/أبريل عام 311م. عايش الإمبراطور قسطنطين المسيحية منذ ولدته القديسة هيلانة، لكنه لم يصرح باعتناقه المسيحية حتى جاوز 42 سنة. وكتب إلى المسيحيين: إن قسطنطين يعتقد اعتقاداً جلياً أن نجاحاته لم تكن لتتحقق لولا حماية «الإله الأعلى» وحده.ويشير الأسقف يوسابيوس القيصري والمؤرخ sozomen في كتاباتهم انه وبأمر من قسطنطين تم تدمير المعبد Aphaca وحظر الحاكم العبادة فيه باعتبارها فجور (وقد كانت بالفعل). وهذا يدعم نظرة تدمير المعابد المتعمدة وبناء الكنائس البيزنطية على انقاضها ومنها معبد المغيري وقد تم تدميره لرمزيته الوثنية وأقيم مكانه كنيسة ايذاناً بانتصار المسيحية. وكانت من اوائل الكنائس في لبنان ثم بنيت لاحقا كنيسة بيزنطية أكبر عل انقاض سابقتها وربما كانت رمزية المكان من جملة الأسباب التي حملت على اعتماد المغيري مركزا للبطريركية المارونية لاحقاً.

## الصليبيون

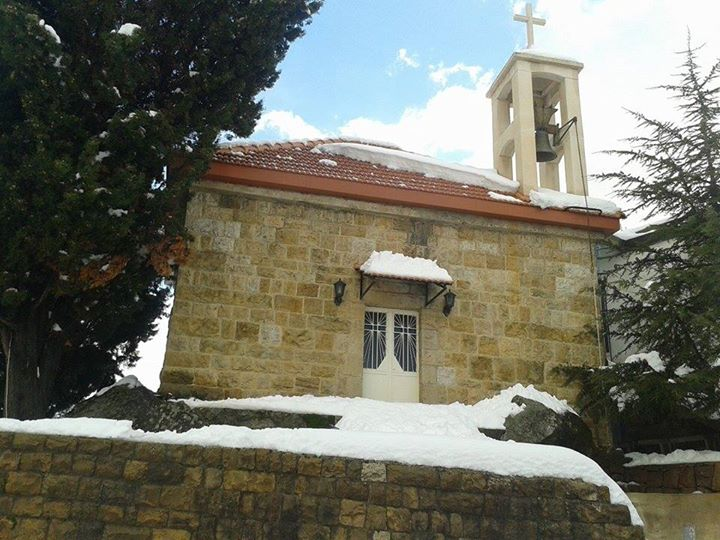
كنيسة مار زخيا-المغيري 2015

## مقر للبطريركية المارونية لخمس مئة عام

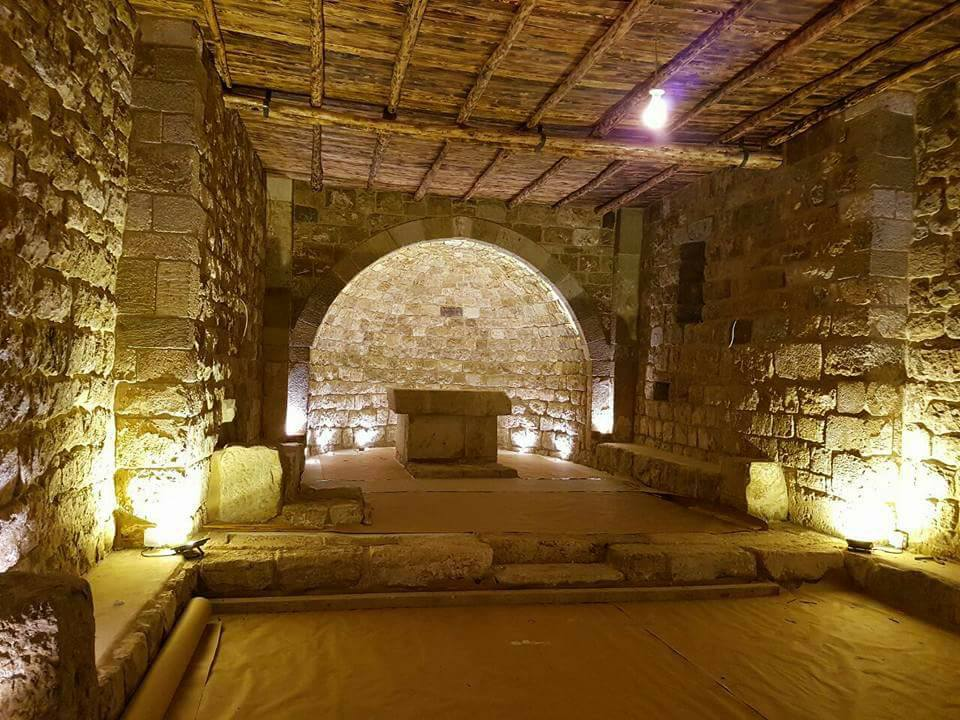
كنيسة و مقر البطركية حاليا

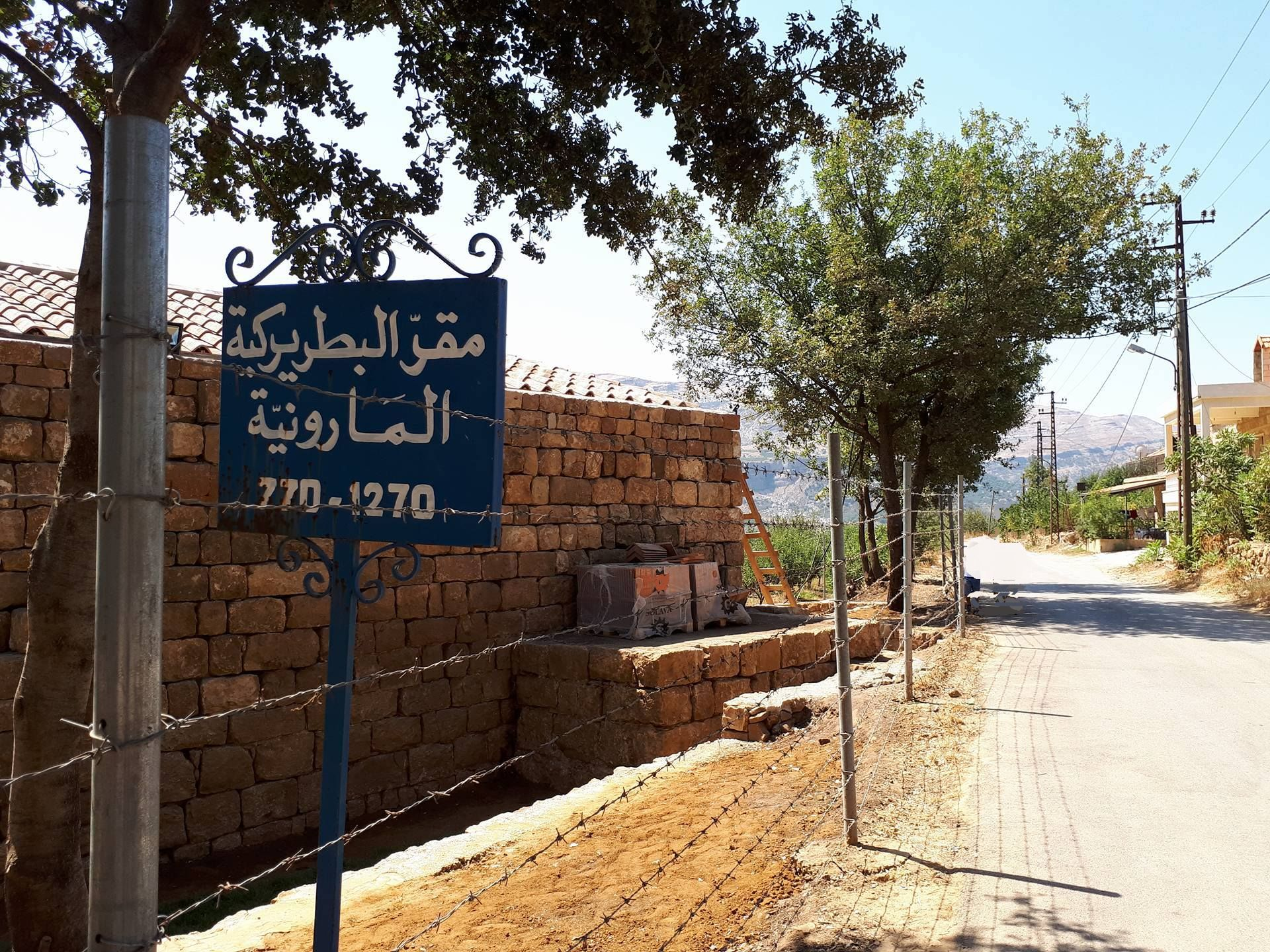
مقر البطركية في المغيري ـ يانوح

## الحبيشيين حلفاء الحماديين وضو الكبير

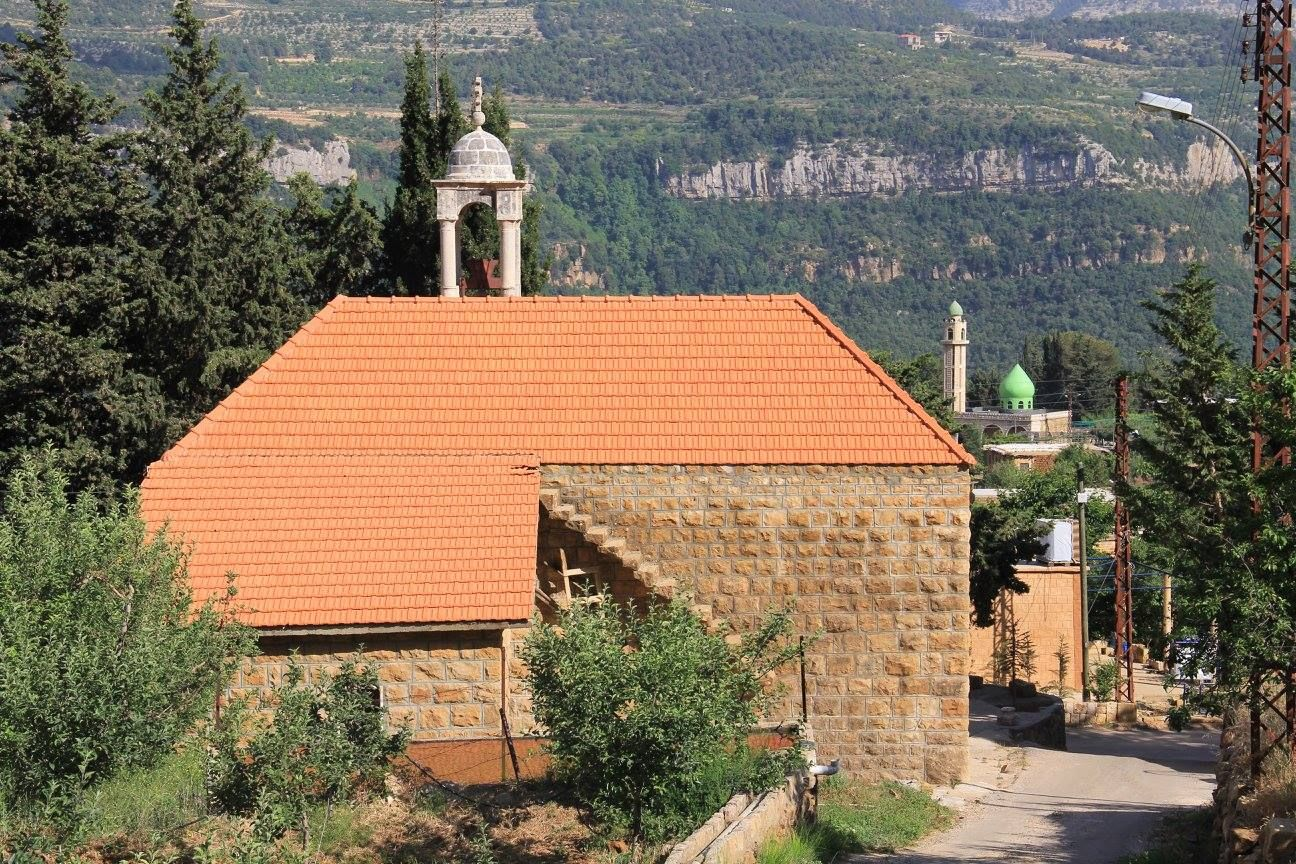
بيوت الرب

## حملات فتوح كسروان الثلاث

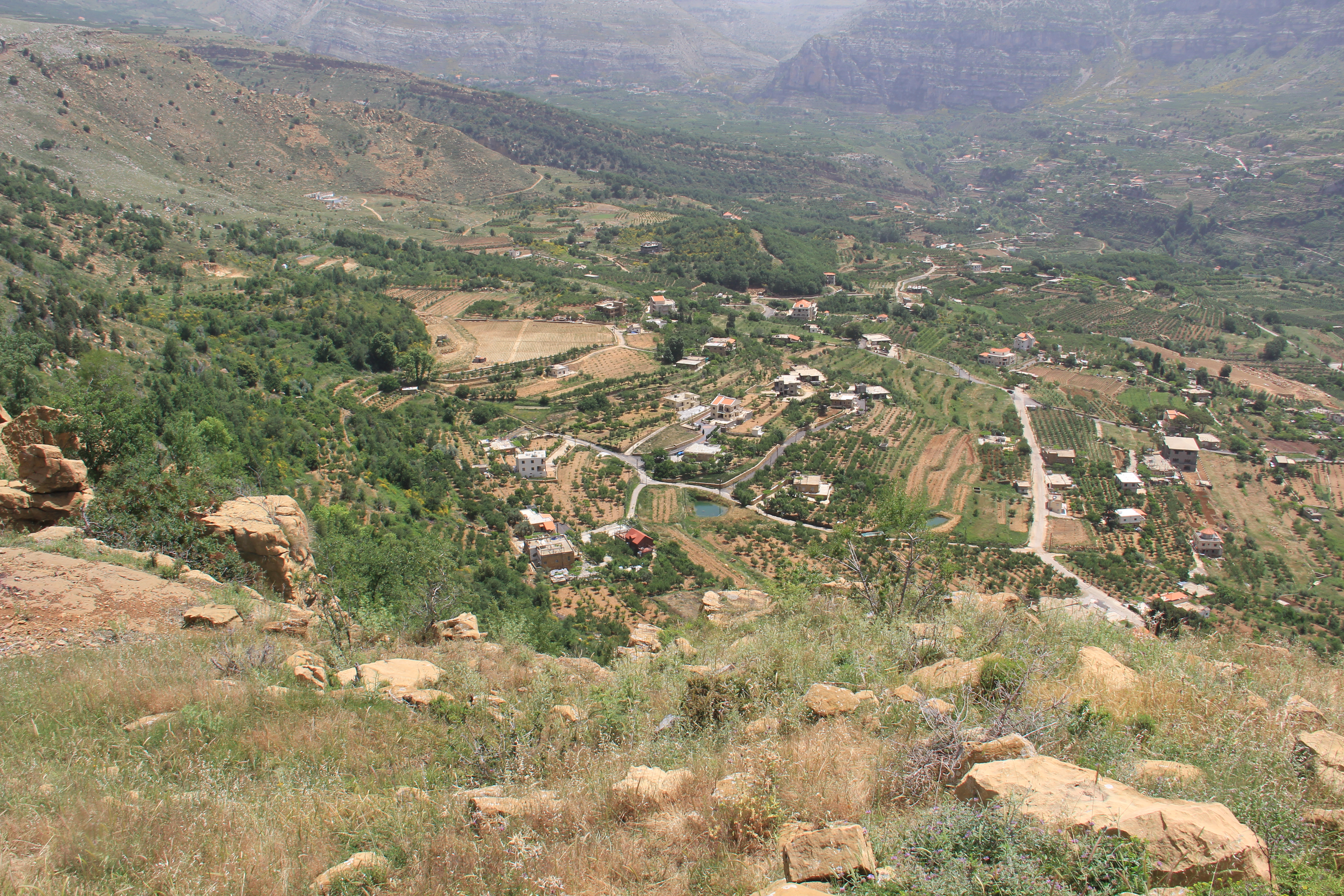
المغيري كما بدت مايو-2016 من اعالي جبل سرغل

## أمراء الأسرة المعنية

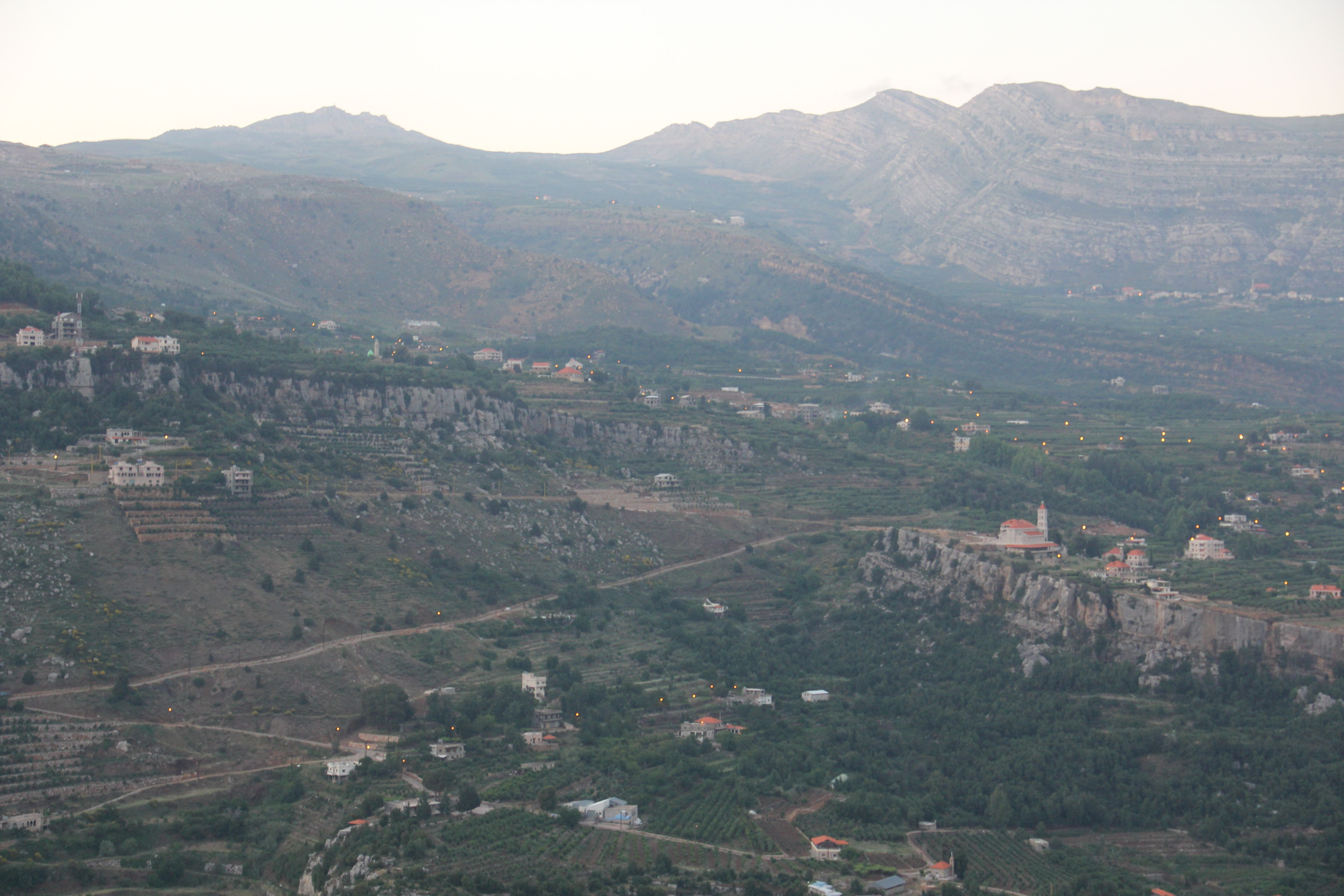
المغيري و يانوح من الغابات مايو - 2016

## النزوح

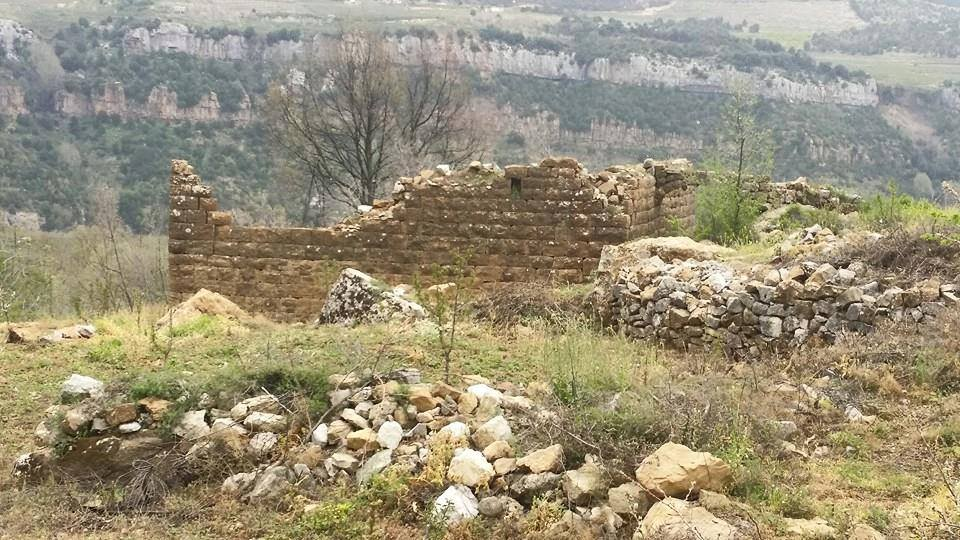
بقايا بيوت تراثية تعود لقرون خلت-المغيري

## المصادر

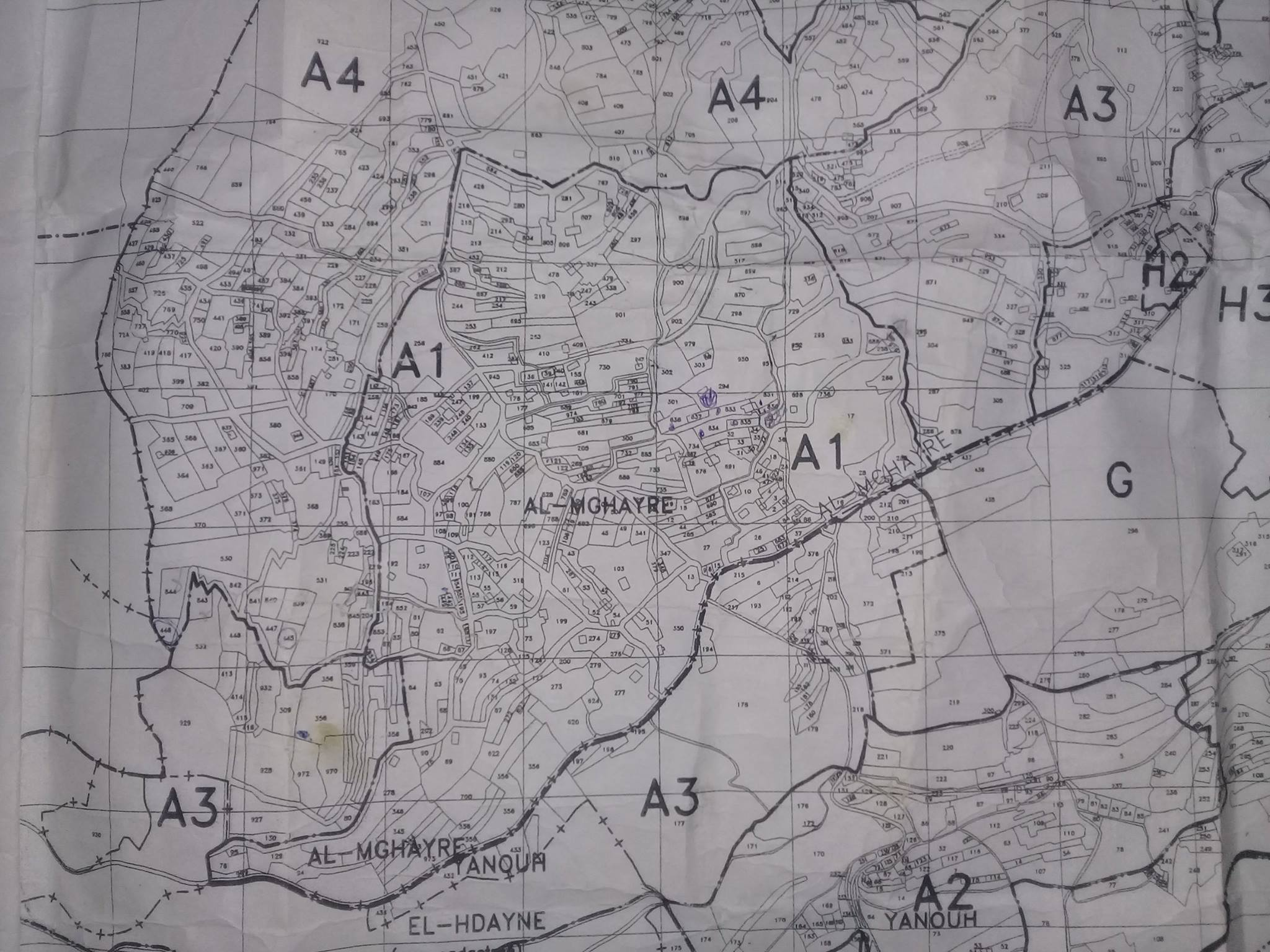
official map